# Asynkron lyd
Asynkron lyd er et filmisk virkemiddel, hvor lydkilden ikke kan ses i billedet. Asynkron lyde bruges ofte for at understøtte stemningen på billedet. Den meste brugt form for asynkron lyd er underlægningsmusik. Nogle instruktører (bl.a. Quentin Tarantino) er kendt for at bruge underlægningsmusik som synkronlyd.